# Aguascaldas
Aguascaldas es una entidad de población española del municipio de Valle de Bardají, perteneciente a la provincia de Huesca, en la comunidad autónoma de Aragón.

## Historia
Hacia mediados del siglo XIX, el lugar, una aldea ya por entonces perteneciente a Valle de Bardají, tenía tres casas y la abadial. Aparece descrito en el primer volumen del Diccionario geográfico-estadístico-histórico de España y sus posesiones de Ultramar de Pascual Madoz con las siguientes palabras:

AGUAS CALDAS: ald. del valle de Bardaji, con el que contribuye y forma ayunt.; prov. de Huesca (16 leg.); part. jud. de Boltaña (8), adm. de rent. de Benabarre (6), dióc. del Abadiato de S. Victoriano (3), aud. terr. y c. g. de Zaragoza (24): sit. á la der. del barranco llamado Ciallas en la falda del monte denominado de Cervin, frente al Turbon, en el cual hay una mina de plata que se esplotó en algun tiempo, segun indica su boca; esta tiene varios escalones que con el transcurso del tiempo se han derruido. La sociedad minera del Solrabe la denunció en el año 40 y trabajó algo en sus escombros, pero ha suspendido las labores. El clima es sano y bastante frio, porque los vientos le combaten con violencia. Tiene 3 casas y la abadial, en la cual vive el cura nombrado por el Abad, que sirve la parr. y los anejos de Biescas y Santa Muera. Confina el term. por el N. con el de los pueblos de Campo, por el E. con el de Llert, por el S. con los de Espluga y Sta. Muera y por el O. con el de Biescas. El terreno es montuoso en general, flojo y pedregoso; hay poco regadío aunque para ello podia utilizarse el barranco Ciallas. En los montes abundan los cagigos y pinos, que dan madera de construccion, arbustos para el combustible y yerbas de pastos. Los caminos son locales y de herradura. Prod. trigo de buena calidad y vino: cria ganado lanar y cabrio.
(Madoz, 1845, p. 124)

En 2023, la entidad singular de población tenía empadronados veintitrés habitantes.